# Ургентная зависимость
Ургентная зависимость (или ургентная аддикция от англ. urgency addiction) — один из видов зависимости, который заключается в постоянном внутреннем ощущении нехватки времени на какие-либо дела. Термин был введен Н. Тасси в 1993 году. При наличии ургентной зависимости возникает чувство страха перед тем, что человек не делает те важные вещи, которые могли бы способствовать его продвижению по карьере или идти на пользу другим сферам его жизни. В современном мире[когда?] феномен ургентной зависимости достаточно распространён во многих видах профессий. Человек начинает ошибочно полагать, что сможет сделать большое число задач в сжатые сроки. Со временем количество свободного времени уменьшается, и человек тратит все свои силы и время на выполнение огромного числа поручений.

## Характеристики ургентной зависимости
Автор термина выделяет 6 характеристик, по которым можно распознать ургентную зависимость:
1. Человек постоянно беспокоится о времени, пристально за ним следит.
2. Человек увеличивает привычную скорость своего функционирования.
3. Человек берёт на себя слишком много — сверх того, что он реально может сделать.
4. Человек сконцентрирован всегда на решении личных проблем и задач.
5. Человек старается заполнить своё свободное время дополнительными делами.
6. Человек представляет свое будущее отрицательным, связанным с выполнением все большего количества задач.

Люди, противоположные людям с ургентной зависимостью, называются интегрированными во времени лицами.

## Виды аддиктов
Различают несколько типов ургентной зависимости:
1. Планирующие ургентные аддикты — амбициозны в постановке целей, но им сложно определить, насколько та или иная цель может быть достигнута. Они легко отказываются от цели и не хотят анализировать причину своей неудачи.
2. Немоделирующие ургентные аддикты — охотно выдвигают цели и пытаются их достичь, но не принимают во внимание внутренние и внешние факторы.
3. Негибкие ургентные аддикты — эти люди обладают высокой степенью самоорганизации, инициативны и внимательны к деталям. У них есть сложности в разработке программы действий для достижения результата, поскольку они скорее будут применять неподходящую знакомую схему действий в похожих ситуациях, чем разработают новую.